# لوكاس بيرغستروم
لوكاس بيرغستروم (بالفنلندية: Lucas Bergström)‏ هو لاعب كرة قدم فنلندي، ولد في 5 سبتمبر 2002 في Pargas (former municipality) ‏ في فنلندا. لعب مع نادي تشيلسي.